# Espècies forestals dels Països Catalans
La taula del present article ha estat editada tenint en compte les següents definicions i convencions.
S'entén per espècies forestals dels Països Catalans les espècies arbòries i arbustives que es troben als boscos o plantacions forestals dels Països Catalans. No inclou les espècies exclusivament utilitzades com ornamentals, a carrers, parcs i jardins.
La taula té una orientació forestal, i no segueix un ordre d'agrupació que sigui correcte des del punt de vista de la ciència botànica. Tradicionalment, la silvicultura ha agrupat els arbres en dos grans grups, molt diferents entres si: coníferes i planifolis. El grup de les coníferes compren un conjunt d'espècies que s'han agrupat seguint una publicació de l'Institut pour le Devélopment Forestier
Les espècies forestals que procedeixen del procés natural i espontani de difusió d'espècies s'anomenen espècies autòctones, mentre que les espècies que han estat introduïdes per l'home en una determinada zona geogràfica s'anomenen espècies al·lòctones o introduïdes.
Les espècies introduïdes en temps històrics, generalment a l'època de la colonització Romana, es denominen espècies naturalitzades.
Les espècies introduïdes que s'estenen de manera desmesurada i invasora s'anomenen espècies introduïdes invasores, i representen un problema per la biodiversitat. Per altra banda hi ha espècies introduïdes que no desplacen a les autòctones, i enriqueixen la biodiversitat d'una determinada àrea geogràfica.
Respecte de la tolerància a l'ombra se segueix el criteri habitual de distingir les espècies de llum, que són intolerants de l'ombra, i les espècies d'ombra. Entremig d'ambdós es troba una gradació de tolerància, no obstant se solen agrupar totes sota la denominació "mitja ombra" o també "mitja llum".
S'utilitzen les inicials r i c per indicar rara i comuna respectivament. Per indicar el grau de raresa o abundància s'utilitza una, dues o tres inicials, en la següent manera:
r rara
rr força rara
rrr molt rara
c comuna
cc força comuna
ccc molt comuna

## Coníferes
| Grup           | espècie (en català) | espècie (nom científic)      | autòctona     | altitud, m    | tolerància | freqüència                 |
| -------------- | ------------------- | ---------------------------- | ------------- | ------------- | ---------- | -------------------------- |
| Avets          | Avet                | Abies alba                   | autòctona     | 1.000 - 2.000 | ombra      | Pirineus c                 |
| Avets          | Avet del Caucas     | Abies nordmanniana           | introduïda    | 400 - 1.2000  | mitja llum | aforestació                |
| Avets          | Avet Douglas        | Pseudotsuga menziesii        | introduïda    | 400 - 900     | mitja llum | aforestació                |
| Avets          | Avet roig           | Picea abies                  | introduïda    | 700 - 2.000   | mitja llum | aforestació                |
| Cedres i làrix | Cedre de l'Atlas    | Cedrus atlantica             | introduïda    | 600 - 1.100   | mitja llum | aforestació                |
| Cedres i làrix | Làrix europeu       | Larix decidua                | introduïda    | 400 - 1.000   | llum       | aforestació                |
| Pins           | Pi blanc            | Pinus halepensis             | autòctona     | 0 - 1.200     | llum       | ccc                        |
| Pins           | Pi roig             | Pinus sylvestris             | autòctona     | 400 - 1.8000  | llum       | Pirineus i prepirineus ccc |
| Pins           | Pi negre            | Pinus uncinata               | autòctona     | 1.000-2.400   | mitja llum | Pirineus ccc               |
| Pins           | Pi pinyer           | Pinus pinea                  | autòctona     | 0 - 1.000     | llum       | ccc                        |
| Pins           | Pinassa             | Pinus nigra subsp. Salzmanii | autòctona     | 400 - 1.800   | mitja llum | ccc                        |
| Pins           | Pinassa de Còrsega  | Pinus nigra subsp. laricio   | introduïda    | 400 - 1.500   | mitja llum | aforestació                |
| Pins           | Pinastre            | Pinus pinaster               | autòctona     | 0 - 1.500     | llum       | r                          |
| Pins           | Pi insigne          | Pinus radiata                | introduïda    | 0 - 800       | mitja llum | aforestació                |
| Xiprers        | Xiprer              | Cupressus sempervivens       | naturalitzada | 0-500         | mitja llum | c                          |
| Xiprers        | Xiprer de Lambert   | Cupressus macrocarpa         | introduïda    | 0-500         | mitja llum | tallavents                 |
| Xiprers        | Ginebre             | Juniperus comunis            | autòctona     | 0-1.8000      | llum       | c                          |
| Xiprers        | Càdec               | Juniperus oxycedrus          | autòctona     | 0-1.300       | llum       | c                          |
| Xiprers        | Savina comuna       | Juniperus phoenicia          | autòctona     | 0 - 1.200     | llum       | c                          |
| Sequoies       | Sequoia             | Sequoia sempervirens         | introduïda    | 300 - 1.000   | ombra      | aforestació                |
| Sequoies       | Sequoia gegant      | Sequoiadendron giganteum     | introduïda    | 900 - 2.700   | ombra      | aforestació                |
| "Arcàiques"    | Teix                | Taxus baccata                | autòctona     | 500 - 2.000   | ombra      | rr                         |

## Planifolis
| Família       | Nom vernacular (català)  | Nom específic (llatí)    | Autòctona           | Altitud, m    | Tolerància  | Freqüència              |
| ------------- | ------------------------ | ------------------------ | ------------------- | ------------- | ----------- | ----------------------- |
| Lauràcies     | Llorer                   | Laurus nobilis           | autòctona           | 0 - 900       | mitja ombra | r                       |
| Platanàcies   | Plàtan                   | Platanus x hispanica     | introduïda híbrida  | 0 - 900       | llum        | cc                      |
| Ulmàcies      | Om de muntanya           | Ulmus glabra             | autòctona           | 1.000 - 1.500 | mitja ombra | r                       |
| Ulmàcies      | Om                       | Ulmus minor              | autòctona           | 0 - 1.500     | mitja ombra | c                       |
| Ulmàcies      | Om de Sibèria            | Ulmus pumila             | introduïda invasora | 0 - 1.500     | llum        | r                       |
| Ulmàcies      | Lledoner                 | Celtis australis         | autòctona           | 0 - 1.200     | llum        | c                       |
| Moràcies      | Morera de paper          | Broussonetia papyrifera  | introduïda invasora | 0 - 1.200     | llum        | r                       |
| Moràcies      | Cabrafiguera             | Ficus carica             | autòctona           | 0 - 1.200     | llum        | c                       |
| Moràcies      | Morera blanca            | Morus alba               | naturalitzada       | 0 - 1.500     | llum        | c                       |
| Moràcies      | Morera negra             | Morus nigra              | naturalitzada       | 0 - 1.500     | llum        | c                       |
| Juglandàcies  | Noguer comú              | Juglans regia            | naturalitzada       | 0 - 1.600     | mitja ombra | c                       |
| Juglandàcies  | Noguer americà           | Juglans nigra            | introduïda          | 0 - 1.600     | llum        | aforestació             |
| Fagàcies      | Faig                     | Fagus sylvatica          | autòctona           | 500 - 2.000   | ombra       | c                       |
| Fagàcies      | Alzina                   | Quercus ilex             | autòctona           | 0 - 1.400     | mitja llum  | ccc                     |
| Fagàcies      | Roure pènol              | Quercus robur            | autòctona           | 0 - 1.100     | llum        | Val d'Aran i Garrotxa c |
| Fagàcies      | Roure de fulla gran      | Quercus petrea           | autòctona           | 500 - 1.800   | mitja llum  | Catalunya r             |
| Fagàcies      | Roure martinenc          | Quercus pubescens        | autòctona           | 0 - 1.500     | llum        | cc                      |
| Fagàcies      | Roure de fulla petita    | Quercus faginea          | autòctona           | 400 - 1.800   | mitja llum  | c                       |
| Fagàcies      | Roure africà             | Quercus canariensis      | autòctona           | 300 - 1.200   | mitja llum  | Serralada Litoral c     |
| Fagàcies      | Roure reboll             | Quercus pyrenaica        | autòctona           | 400 - 1.400   | mitja llum  | c                       |
| Fagàcies      | Garric                   | Quercus coccifera        | autòctona           | 0 - 1.500     | llum        | cc                      |
| Fagàcies      | Alzina surera            | Quercus suber            | autòctona           | 0 - 1.000     | mitja llum  | cc                      |
| Fagàcies      | Roure americà            | Quercus rubra            | introduïda          | 0 - 1.500     | mitja llum  | aforestació             |
| Betulàcies    | Bedoll                   | Betula pendula           | autòctona           | 500 - 2.000   | llum        | Pirineus, Montseny c    |
| Betulàcies    | Vern                     | Alnus glutinosa          | autòctona           | 0 - 1.500     | llum        | bosc ribera c           |
| Betulàcies    | Avellaner                | Corylus avellana         | autòctona           | 0 - 1.600     | mitja llum  | c                       |
| Casuarinàcies | Casuarina                | Casuarina equisetifolia  | Introduïda          | 0 - 200       | llum        | aforestació             |
| Tiliàcies     | Tell de fulla petita     | Tilia cordata            | autòctona           | 400 - 1.500   | ombra       | r                       |
| Tiliàcies     | Tell de fulla gran       | Tilia platyphylos        | autòctona           | 400 - 1.500   | ombra       | r                       |
| Tamaricàcies  | Tamariu                  | Tamarix gallica          | autòctona           | 0 - 200       | llum        | c                       |
| Tamaricàcies  | Tamariu africà           | Tamarix africana         | autòctona           | 0 - 200       | llum        | r                       |
| Salicàcies    | Salze blanc              | Salix alba               | autòctona           | 0 - 1.000     | mitja llum  | bosc de ribera c        |
| Salicàcies    | Gatell                   | Salix atrocinerea        | autòctona           | 0 - 1.000     | mitja llum  | bosc de ribers c        |
| Salicàcies    | Gatsaule                 | Salix caprea             | autòctona           | 500 - 2.000   | mitja llum  | c                       |
| Salicàcies    | Sarga (arbre)            | Salix elaeagnos          | autòctona           | 0 - 1.000     | mitja llum  | c                       |
| Salicàcies    | Vimetera                 | Salix viminalis          | autòctona           | 0 - 1.000     | mitja llum  | bosc de ribera r        |
| Salicàcies    | Àlber                    | Populus alba             | autòctona           | 0 - 1.000     | llum        | bosc de ribera c        |
| Salicàcies    | Pollancre ver            | Populus nigra            | naturalitzada       | 0 - 1.800     | llum        | bosc de ribera c        |
| Salicàcies    | Pollancre del Canadà     | Populus X canadensis     | introduïda híbrida  | 0 - 1.500     | llum        | aforestació             |
| Salicàcies    | Trèmol                   | Populus tremula          | autòctona           | 400 - 1.800   | llum        | Pirineu i Prepirineu c  |
| Ericàcies     | Cirerer d'arboç          | Arbutus unedo            | autòctona           | 0 - 1.000     | mitja llum  | c                       |
| Rosàcies      | Codonyer                 | Cydonia oblonga          | naturalitzada       | 200 - 1.600   | mitja ombra | r                       |
| Rosàcies      | Corner                   | Amelanchier ovalis       | autòctona           | 100 - 2.000   | mitja llum  | r                       |
| Rosàcies      | Moixera de guilla        | Sorbus aucuparia         | autòctona           | 500 - 2.000   | mitja llum  | Pirineus r              |
| Rosàcies      | Moixera de pastor        | Sorbus torminalis        | autòctona           | 500 - 1.400   | mitja ombra | rr                      |
| Rosàcies      | Moixera vera             | Sorbus aria              | autòctona           | 700 - 1.800   | mitja llum  | r                       |
| Rosàcies      | Perera                   | Pyrus communis           | naturalitzada       | 0 - 800       | mitja llum  | r                       |
| Rosàcies      | Perera silvestre         | Pyrus pyraster           | autòctona           | 100 - 1.000   | llum        | Pirineus r              |
| Rosàcies      | Pomera silvestre europea | Malus sylvestris         | autòctona           | 400 - 1.800   | mitja llum  | Pirineu i Prepirineu c  |
| Rosàcies      | Nesprer                  | Mespilus germanica       | naturalitzada       | 400 - 1.000   | mitja llum  | Prepirineu r            |
| Rosàcies      | Arç blanc                | Crataegus monogyna       | autòctona           | 0 - 1.000     | mitja llum  | c                       |
| Rosàcies      | Ametller                 | Amygdalus communis       | naturalitzada       | 0 - 500       | llum        | c                       |
| Rosàcies      | Aranyoner                | Prunus spinosa           | autòctona invasora  | 0 - 1.000     | llum        | c                       |
| Rosàcies      | Pruner                   | Prunus domestica         | autòctona           | 200 - 1.000   | mitja ombra | c                       |
| Rosàcies      | Cirerer                  | Prunus avium             | autòctona           | 200 - 1.600   | llum        | c                       |
| Rosàcies      | Cirerer bord             | Prunus padus             | autòctona           | 200-1.600     | llum        | r                       |
| Rosàcies      | Cirerer de guineu        | Prunus mahaleb           | autòctona           | 200 - 1.600   | llum        | c                       |
| Rosàcies      | Llorer de Portugal       | Prunus lusitanica        | autòctona           | 200 - 1.600   | mitja llum  | Montseny r              |
| Fabàcies      | Garrofer                 | Ceratonia siliqua        | naturalitzada       | 0 - 400       | llum        | litoral c               |
| Fabàcies      | Acàcia borda             | Robinia pseudoacacia     | introduïda invasora | 0 - 700       | llum        | c                       |
| Mirtàcies     | Eucalyptus               | Eucalyptus camaldulensis | introduïda          | 0 - 300       | llum        | aforestacions           |
| Mirtàcies     | Eucalyptus               | Eucalyptus globulus      | introduïda          | 0 - 300       | llum        | aforestacions           |
| Punicàcies    | Magraner                 | Punica granatum          | naturalitzada       | 0 -200        | llum        | r                       |
| Celastràcies  | Boneter europeu          | Evonymus europeus        | autòctona           | 300 - 800     | mitja llum  | Pirineu i prepirineu c  |
| Aquifoliàcies | Boix grèvol              | Ilex aquifolium          | autòctona           | 200 - 1.600   | ombra       | c                       |
| Buxàcies      | Boix comú                | Buxus serpervivens       | autòctona           | 100 - 1.600   | ombra       | c                       |
| Buxàcies      | Boix baleàric            | Buxus balearica          | autòctona           | 100 - 1.400   | ombra       | Mallorca c              |
| Sapindàcies   | Castanyer d'Índia        | Aesculus hyppocastanus   | naturalitzada       | 300 - 1.200   | mitja llum  | r                       |
| Sapindàcies   | Auró blanc               | Acer campestre           | autòctona           | 300 - 1.000   | mitja llum  | c                       |
| Sapindàcies   | Auró negre               | Acer monspessulanum      | autòctona           | 0 - 800       | ombra       | c                       |
| Sapindàcies   | Blada                    | Acer opalus              | autòctona           | 300 - 800     | ombra       | r                       |
| Sapindàcies   | Fals plàtan              | Acer pseudoplatanus      | autòctona           | 200 - 1.500   | ombra       | r                       |
| Sapindàcies   | Erable                   | Acer platanoides         | autòctona           | 200 - 1.500   | ombra       | r                       |
| Ramnàcies     | Aladern                  | Rhamnus alaternus        | autòctona           | 0 - 500       | mitja llum  | cc                      |
| Ramnàcies     | Fràngula                 | Rhamnus frangula         | autòctona           | 0 - 800       | ombra       | r                       |
| Ramnàcies     | Arçot                    | Rhamnus lyciodes         | autòctona           | 0 - 650       | llum        | c                       |
| Ramnàcies     | Espina vera              | Rhamnus cathartica       | autòctona           | 300 - 1.000   | mitja ombra | c                       |
| Ramnàcies     | Púdol o vern de muntanya | Rhamnus alpina           | autòctona           | 300 - 1.800   | mitja ombra | r                       |
| Ramnàcies     | Espinavessa              | Paliurus spina-Christi   | naturalitzada       | 0 - 500       | llum        | c                       |
| Anacardiàcies | Noguerola                | Pistacia terebinthus     | autòctona           | 0 - 1.400     | mitja llum  | c                       |
| Anacardiàcies | Llentiscle               | Pistacia lentiscus       | autòctona           | 0 - 1.000     | mitja ombra | cc                      |
| Simarubàcies  | Ailant                   | Ailanthus altissima      | introduïda invasora | 0 - 1.500     | mitja ombra | c                       |
| Apocinàcies   | Baladre                  | Nerium oleander          | autòctona           | 0 - 1.200     | llum        | c                       |
| Oleàcies      | Freixe de flor           | Fraxinus ornus           | autòctona           | 200 - 1.500   | mitja llum  | c                       |
| Oleàcies      | Freixe de fulla gran     | Fraxinus exccelsior      | autòctona           | 400 - 1.800   | llum        | c                       |
| Oleàcies      | Freixe de fulla petita   | Fraxinus angustifolia    | autòctona           | 0 - 1.000     | llum        | cc                      |
| Oleàcies      | Olivereta                | Ligustrum vulgare        | autòctona           | 100 - 1.300   | mitja llum  | c                       |
| Oleàcies      | Ullastre                 | Olea europea             | autòctona           | 0 - 1.000     | llum        | c                       |
| Oleàcies      | Fals Aladern             | Phillyrea latifolia      | autòctona           | 0 - 1.000     | mitja llum  | r                       |
| Viburnàcies   | Saüc                     | Sambucus nigra           | autòctona           | 0 - 1.500     | mitja llum  | c                       |
| Paulowniàcies | Paulònia                 | Paulownia tomentosa      | introduïda          | 0 - 500       | mitja llum  | Aforestacions           |
| Arecàcies     | Margalló                 | Chamaerops humilis       | autòctona           | 0 - 1.000     | llum        | c                       |
| Arecàcies     | Palmera datilera         | Phoenix dactilifera      | introduïda          | 0 - 200       | llum        | r                       |
| Arecàcies     | Palmera canària          | Phoenix canariensis      | introduïda          | 100 - 500     | llum        | r                       |